# 松山英樹
松山英樹（日语：／，1992年2月25日—）是日本職業高爾夫球手，2010及2011年亞太業餘錦標賽冠軍，曾經贏得5次PGA巡回赛及8次日本高爾夫巡回賽賽事。2017年6月19日，他在美國高爾夫公開賽得到亞軍後，其男子高爾夫世界排名升至第二。2021年4月11日，他獲得美國名人賽冠軍，是首位贏得該賽事冠軍的亞洲人。並於2024年夏季奧運會上獲得男子個人銅牌。